# جام باشگاه‌های جهان کوچک ۱۹۶۶
جام باشگاه‌های جهان کوچک ۱۹۶۶ که از سال ۱۹۶۳، آن را جام کاراکاس می‌نامند، نهمین دوره از مسابقات جام باشگاه‌های جهان کوچک بود که در کاراکاس بین تیم‌های والنسیا، لاتزیو و ویتوریا گیماریش برگزار شد.

## شرکت کنندگان
| تیم             |
| --------------- |
| والنسیا         |
| لاتزیو          |
| ویتوریا گیماریش |

## بازی‌ها
| والنسیا | ۳–۱ | ویتوریا گیماریش |
| ------- | --- | --------------- |
|         |     |                 |

| والنسیا | ۱–۰ | لاتزیو |
| ------- | --- | ------ |
|         |     |        |

| ویتوریا گیماریش | ۳–۱ | لاتزیو |
| --------------- | --- | ------ |
|                 |     |        |

## جدول نهایی
| تیم             | امتیاز | بازی | برد | تساوی | باخت | گل زده | گل خورده | تفاضل |
| --------------- | ------ | ---- | --- | ----- | ---- | ------ | -------- | ----- |
| والنسیا         | ۴      | ۲    | ۲   | ۰     | ۰    | ۴      | ۱        | ۳     |
| ویتوریا گیماریش | ۲      | ۲    | ۱   | ۰     | ۱    | ۴      | ۴        | ۰     |
| لاتزیو          | ۰      | ۲    | ۰   | ۰     | ۲    | ۱      | ۴        | -۳    |

## قهرمان
| قهرمان جام باشگاه‌های جهان کوچک ۱۹۶۶ |
| ----------------------------------- |
| والنسیا                             |
| اولین قهرمانی                       |